# 2 نوفمبر
- السبت
- الأحد
- الاثنين
- الثلاثاء
- الأربعاء
- الخميس
- الجمعة

- 110 جمادى الأولى 1447  هـ
- 211 جمادى الأولى 1447  هـ
- 312 جمادى الأولى 1447  هـ
- 413 جمادى الأولى 1447  هـ
- 514 جمادى الأولى 1447  هـ
- 615 جمادى الأولى 1447  هـ
- 716 جمادى الأولى 1447  هـ
- 817 جمادى الأولى 1447  هـ
- 918 جمادى الأولى 1447  هـ
- 1019 جمادى الأولى 1447  هـ
- 1120 جمادى الأولى 1447  هـ
- 1221 جمادى الأولى 1447  هـ
- 1322 جمادى الأولى 1447  هـ
- 1423 جمادى الأولى 1447  هـ
- 1524 جمادى الأولى 1447  هـ
- 1625 جمادى الأولى 1447  هـ
- 1726 جمادى الأولى 1447  هـ
- 1827 جمادى الأولى 1447  هـ
- 1928 جمادى الأولى 1447  هـ
- 2029 جمادى الأولى 1447  هـ
- 2130 جمادى الأولى 1447  هـ
- 221 جمادى الآخرة 1447  هـ
- 232 جمادى الآخرة 1447  هـ
- 243 جمادى الآخرة 1447  هـ
- 254 جمادى الآخرة 1447  هـ
- 265 جمادى الآخرة 1447  هـ
- 276 جمادى الآخرة 1447  هـ
- 287 جمادى الآخرة 1447  هـ
- 298 جمادى الآخرة 1447  هـ
- 309 جمادى الآخرة 1447  هـ
- 110 جمادى الآخرة 1447  هـ
- 211 جمادى الآخرة 1447  هـ
- 312 جمادى الآخرة 1447  هـ
- 413 جمادى الآخرة 1447  هـ
- 514 جمادى الآخرة 1447  هـ

2 نوفمبر، أو 2 تشرين الثاني، أو يوم 2 \ 11 (اليوم الثاني من الشهر الحادي عشر) هو اليوم السادس بعد الثلاثمائة (306) من السنة، أو السابع بعد الثلاثمائة (307) في السنوات الكبيسة، وفقًا للتقويم الميلادي الغربي (الغريغوري). يبقى بعده 59 يومًا على انتهاء السنة.

## أحداث
- 1917 - وزير الخارجية البريطاني آرثر جيمس بلفور يرسل رسالة إلى اللورد ليونيل وولتر دي روتشيلد يشير فيها إلى تأييد الحكومة البريطانية لإنشاء وطن قومي لليهود في فلسطين، وهي الرسالة التي عرفت باسم وعد بلفور.
- 1921 - استيلاء السلطان عبد العزيز آل سعود على حائل وانتهاء إمارة آل رشيد الشمريين.
- 1930 - تتويج هيلا سيلاسي إمبراطورًا على إثيوبيا.
- 1937 - الزعيم الإيطالي بينيتو موسوليني يعلن إنشاء محور برلين / روما والذي يعرف باسم دول المحور، وهو يضم الدول التي واجهت الحلفاء أثناء الحرب العالمية الثانية.
- 1947 - نشوب الحرب بين الهند وباكستان بسبب النزاع على إقليم كشمير.
- 1961 - الشيخ عيسى بن سلمان آل خليفة يتولى حكم البحرين خلفًا لوالده الشيخ سلمان بن حمد آل خليفة.
- 1964 - عزل الملك سعود بن عبد العزيز آل سعود ملك المملكة العربية السعودية وتنصيب ولي العهد الأمير فيصل بن عبد العزيز آل سعود ملكًا لـ المملكة العربية السعودية.
- 1976 - جيمي كارتر يفوز على جيرالد فورد في انتخابات الرئاسة الأمريكية.
- 1978 - عقد قمة الجامعة العربية في بغداد وصدور قرار بتعليق عضوية مصر ونقل مقر الجامعة العربية من القاهرة إلى تونس وذلك عقب توقيع مصر لاتفاقية كامب ديفيد للسلام مع إسرائيل.
- 1983 - الرئيس الأمريكي رونالد ريغان يوقع قرارًا يعتبر فيه يوم عيد ميلاد مارتن لوثر كينغ عيدًا وطنيًا سنويًا في الولايات المتحدة تحت اسم يوم مارتن لوثر كينغ.
- 1994 - ضربة برق وأمطار غزيرة بالقرب من قرية درنكة المصرية تؤديان لأكثر من 500 قتيل.
- 2004 - الشيخ خليفة بن زايد آل نهيان يتولى حكم إمارة أبوظبي بعد وفاة والده الشيخ زايد بن سلطان آل نهيان.
- 2008 - الرئيسان الأرمني سيرج سركيسيان والأذري إلهام علييف يوقعان في موسكو اتفاقًا للتوصل إلى حل سلمي لأزمة إقليم ناجورنو كاراباخ.
- 2009 - لجنة الانتخابات المستقلة في أفغانستان تعلن فوز الرئيس المنتهية ولايته حامد قرضاي بفترة رئاسية ثانية وذلك بعد إلغاء جولة الإعادة في الانتخابات الرئاسية بسبب انسحاب منافسه الوحيد عبد الله عبد الله.
- 2012 - اغتيال الممثل الفلسطيني محمد رافع بعد اختطافه من قبل أحد فصائل المعارضة السورية المسلحة بسبب دعمه لنظام بشار الأسد.
- 2017 - عُلماء آثار يُعلنون اكتشافهم بهوًا كبيرًا جديدًا مجهول الغاية داخل الهرم الأكبر.
- 2018 - مقتل 9 أقباط في هجوم مسلح بمحافظة المنيا في مصر، وتبنى تنظيم داعش في ولاية سيناء الهجوم.
- 2020 -
  - الناخبون الجزائريون يوافقون على التعديلات الدستورية بنسبة 66.8% ومشاركة 23.7% ممن يحق لهم التصويت.
  - إطلاق نار في حرم جامعة كابُل في أفغانستان يسفر عن مقتل ما لا يقل عن 35 شخصًا وإصابة 50 آخرين.
- 2022 - توقيع اتفاقية سلام بين حكومة إثيوبيا والجبهة الشعبية لتحرير تيغراي لإنهاء صراع دام لعامين وراح ضحيته عشرات الآلاف من القتلى.

## مواليد
- 1154 - كونستانس ملكة صقلية وإمبراطورة الرومانية المقدسة.
- 1231 - سيف الدين قطز، سلطان مملوكي.
- 1755 - ماري أنطوانيت، زوجة لويس السادس عشر ملك فرنسا.
- 1795 - جيمس بوك، رئيس الولايات المتحدة.
- 1815 - جورج بول، عالم رياضيات وفيلسوف إنجليزي.
- 1844 - محمد الخامس، سلطان عثماني.
- 1865 - وارن هاردينغ، رئيس الولايات المتحدة.
- 1877 - آغا خان الثالث، زعيم الطائفة الإسماعيلية.
- 1885 - هارلو شابلي، عالم فلك أمريكي.
- 1899 - كلارا محمد، من مؤسسي حركة أمة الإسلام في الولايات المتحدة وهي زوجة الزعيم إلايجا محمد.
- 1910 - محمد فؤاد سراج الدين، سياسي مصري.
- 1911 - أوديسو إليتيس، شاعر يوناني حاصل على جائزة نوبل في الأدب عام 1979.
- 1923 - صلاح سرحان، ممثل مصري.
- 1935 - محمد حسين فضل الله، مرجع ديني شيعي لبناني.
- 1936 - حسن كامي، مغني أوبرا وممثل مصري.
- 1938 - صوفيا، ملكة إسبانيا.
- 1946 - سامي العدل، ممثل ومخرج مصري.
- 1957 - إبراهيم ملحم، كاتب ورئيس تحرير فلسطيني، والمتحدث باسم حكومة محمد اشتية.
- 1960 - مدحت صالح، مغني وممثل مصري.
- 1963 -
  - ندى بسيوني، ممثلة مصرية.
  - جوناس جارديل، فنان سويدي.
- 1965 -
  - شادية عبد الحميد، ممثلة مصرية.
  - شاروخان، ممثل هندي.
- 1966 -
  - خالد أبو النجا، ممثل ومقدم برامج مصري.
  - ديفيد شويمر، ممثل أمريكي.
- 1967 - أكيرا إيشيدا، ممثل أداء صوتي ياباني.
- 1977 - كونستانتينوس إيكونوميديس، لاعب كرة مضرب يوناني.
- 1981 - حيدر عبد الأمير، لاعب كرة قدم عراقي.
- 1995 - هادي خفاجة، ممثل مصري.

## وفيات
- 1285 - بطرس الثالث، ملك أرغون.
- 1908 - عبد الحكيم الأفغاني، عالم مسلم ومتصوف أفغاني.
- 1908 - عبد القادر شنون، شاعر عراقي عثماني.
- 1917 - محمد رضا فضل الله، فقيه وشاعر لبناني عثماني.
- 1950 - جورج برنارد شو، أديب وروائي أيرلندي حاصل على جائزة نوبل في الأدب عام 1925.
- 1959 - إبراهيم عبد الغني الدروبي، كاتب ومؤرخ وخطاط عراقي.
- 1961 - سلمان بن حمد آل خليفة، حاكم البحرين.
- 1966 - بيتر ديباي، عالم فيزياء وكيمياء فيزيائية هولندي حاصل على جائزة نوبل في الكيمياء عام 1936.
- 1972 - محمد حسن فضل الله، عالم مسلم لبناني.
- 1975 - حسن علاء الدين، ممثل لبناني اشتهر باسم «شوشو».
- 1982 - شوكت شقير، عسكري لبناني سوري.
- 1992 - هال روتش، ممثل ومنتج ومخرج أمريكي.
- 2004 -
  - زايد بن سلطان آل نهيان، مؤسس دولة الإمارات العربية المتحدة وأول رؤسائها.
  - ثيو فان غوخ، مخرج ومنتج وممثل هولندي.
- 2005 - فيروتشو فالكاريدجي، لاعب ومدرب كرة قدم إيطالي.
- 2008 - أحمد الميرغني، خامس رؤساء السودان.
- 2010 - عبد الغني قستي، صحفي وشاعر سعودي.
- 2012 - محمد رافع، ممثل فلسطيني سوري.
- 2017 - عفيف البهنسي، مؤرخ سوري.
- 2021 - صباح فخري، مطرب سوري.

## أعياد ومناسبات
- يوم الأموات في الإكوادور والمكسيك.
- يوم جميع الأرواح في الكاثوليكية.

## وصلات خارجية
- وكالة الأنباء القطريَّة: حدث في مثل هذا اليوم.
- أرشيف مصر: حدث في مثل هذا اليوم.
- BBC: حدث في مثل هذا اليوم.